# 1939 في بوليفيا
فيما يلي قوائم الأحداث التي وقعت خلال عام 1939 في بوليفيا.

## سياسة

### انتهاء فترة المنصب
- 23 أغسطس – جيرمان بوش قائمة رؤساء بوليفيا.

## مواليد

### أبريل
- 15 أبريل – خايمي باز زامورا عالم سياسة بوليفي.

## وفيات

### مايو
- 1 مايو – باوتيستا سافيدرا (مواليد 1870)

### أغسطس
- 23 أغسطس – جيرمان بوش (مواليد 1904) سياسي بوليفي.